# Krajina žateckého chmele
Žatec a krajina žateckého chmele je region v okolí Žatce, charakteristický dlouhodobou tradicí pěstování chmele v Česku, který byl roku 2023 zapsán na seznam světového dědictví. Od roku 2021 probíhalo hodnocení nominace Mezinárodní radou pro památky a sídla[ve zdroji nenalezeno] a roku 2023 byl zápis na seznam schválen na zasedání Výboru Organizace spojených národů pro výchovu, vědu a kulturu v saúdskoarabském Rijádu. Oblast se tak stala sedmnáctou českou památkou na seznamu světového dědictví. Město Žatec o zápis usilovalo opakovaně už od roku 2007 a roku 2018 došlo k revizi původního rozhodnutí.
V žatecké oblasti se pěstuje většina chmele v Česku, a to na 3744 hektarech, což je 77 procent celkové výměry chmelnic.
Žatec a krajina žateckého chmele se skládá ze dvou částí:
- První část tvoří krajina s chmelnicemi a vesnicemi Trnovany a Stekník včetně stejnojmenného zámku.
- Druhou část představuje historické centrum Žatce spolu s jeho průmyslovou čtvrtí z 19. století, ve které je největší koncentrace staveb spojených se zpracováním chmele a obchodováním. Obě části jsou propojené řekou Ohří.

Hospodářský význam spočívá v pěstování nejznámější odrůdy chmele na světě – žateckého poloraného červeňáku.[zdroj⁠?!]
Ke specifikům této kulturní krajiny patří řada prvků od tradičních chmelnic přes budovy sloužící k sušení, balení, certifikaci a skladování chmele až po části historické dopravní sítě silnic, železnice, řeky Ohře a dalších vodních toků.